# Alsjön, Åshammar

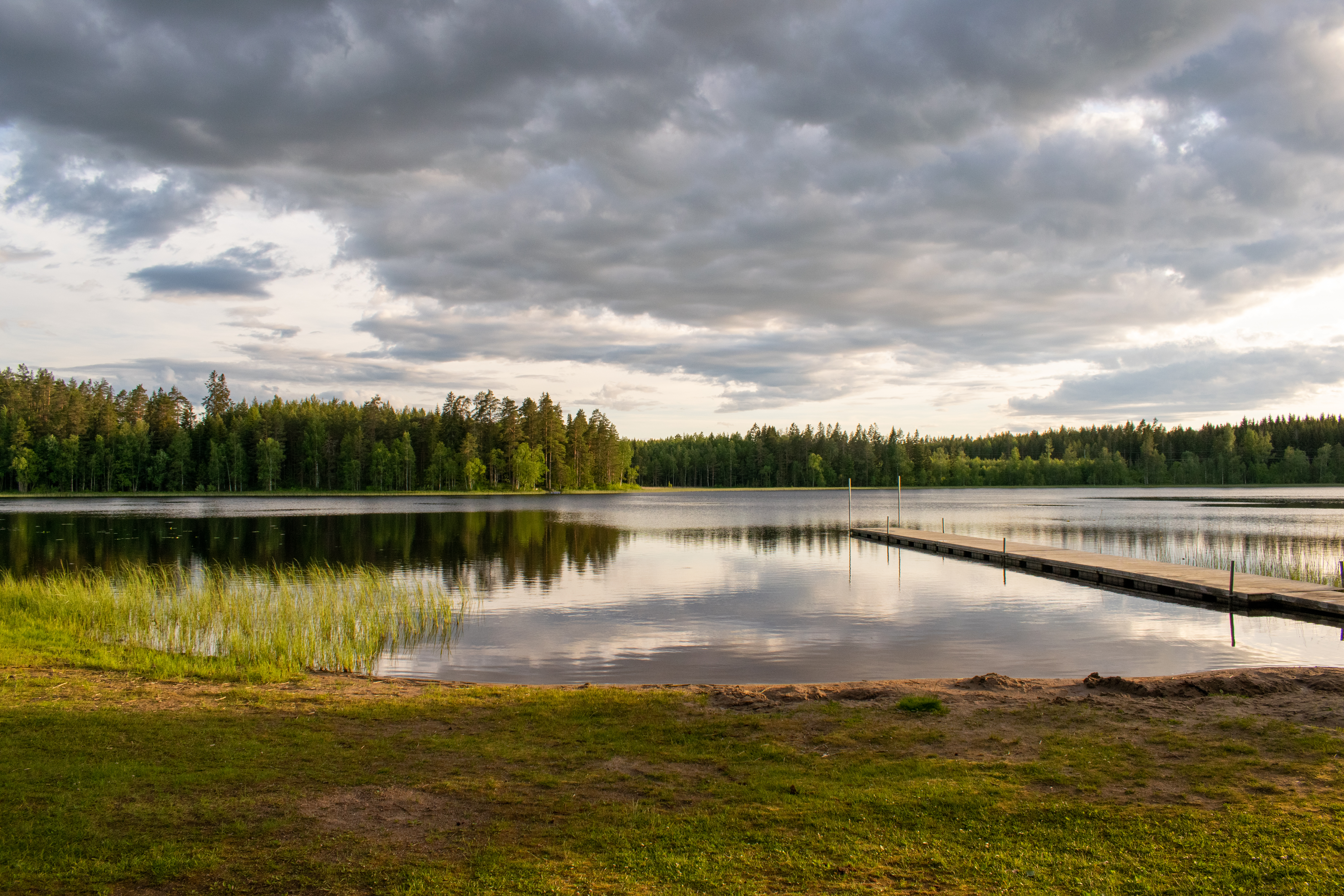
Badplatsen vid Alsjön

Alsjön är en sjö i Åshammar i Sandvikens kommun, och ingår i Gavleåns huvudavrinningsområde. Sjön är 3,2 meter djup, har en yta på 0,161 kvadratkilometer och är belägen 92,9 meter över havet.

## Delavrinningsområde
Alsjön ingår i det delavrinningsområde (672306-154197) som SMHI kallar för Mynnar i Storsjön. Medelhöjden är 85 meter över havet och ytan är 6,49 kvadratkilometer. Det finns inga avrinningsområden uppströms utan avrinningsområdet är högsta punkten. Vattendraget som avvattnar avrinningsområdet har biflödesordning 2, vilket innebär att vattnet flödar genom totalt 2 vattendrag innan det når havet efter 44 kilometer. Avrinningsområdet består mestadels av skog (35 procent) och jordbruk (35 procent). Avrinningsområdet har 0,16 kvadratkilometer vattenytor vilket ger det en sjöprocent på 2,5 procent. Bebyggelsen i området täcker en yta av 1,14 kvadratkilometer eller 18 procent av avrinningsområdet.